# قرصعنة مراكشية
القِرصَعنة المراكشية (باللاتينية: Eryngium maroccanum) نوع نباتي عشبي يتبع جنس القِرصَعنة من الفصيلة الخيمية.

## الموئل والانتشار
موطنه الأصلي المغرب العربي.